# Pete Mickeal
Fenton Pete Mickeal (Rock Island, Illinois, EUA, 22 de febrer del 1978) és un jugador de bàsquet estatunidenc, conegut amb el sobrenom de "the fisher man", o com diríem en català "el pescador". Fou l'MVP de la final de l'ACB la temporada 2007/08, quan jugava amb el Tau Cerámica.
Va ser seleccionat per Dallas Mavericks en la segona ronda (58a posició) del Draft de l'NBA del 2000.
El 2009 va fitxar per la secció de bàsquet del FC Barcelona de la lliga ACB, i el març de 2013 es va retirar temporalment de les pistes per anar als Estats Units a recuperar-se del Tromboembolisme pulmonar que patia. El setembre de 2013 va arribar a un acord amb el FC Barcelona per no continuar la seva relació contractual.

## Palmarès
- 2012-2013 Copa del Rei
- 2011-2012 Lliga Endesa
- 2011 Supercopa Endesa
- 2010-2011 Lliga ACB
- 2010-2011 Copa del Rei
- 2010 Lliga Catalana ACB
- 2010 Supercopa ACB
- 2009-2010 Turkish Airlines Euroleague
- 2009-2010 Copa del Rei
- 2009 Supercopa ACB
- 2009 Lliga Catalana ACB
- 2008-2009 Amb el Saski Baskonia, Lliga ACB